# Żydaczów (stacja kolejowa)
Żydaczów (ukr. Жидачів, ros. Жидачев) – stacja kolejowa w miejscowości Żydaczów, w rejonie stryjskim, w obwodzie lwowskim, na Ukrainie. Położona jest na linii Tarnopol – Stryj.
Stacja istniała przed II wojną światową.